# Rambach (Felsbach)
Der Rambach ist ein 2,86 Kilometer langer linker Nebenfluss des Felsbachs im Norden Coesfelds.

## Geographie
Die Quelle des Flusses befindet sich in einem Waldgebiet in der Bauerschaft Brink. Der Fluss fließt größtenteils durch einen Graben nach Westen und mündet in Sirksfeld in den Felsbach. Der zuflusslose Bach führt nur bei starken Regenfällen Wasser.

## Umwelt
Wie im nahen Naturschutzgebiet Felsbachaue entlang dem Felsbach sind auch am Rambach Weichholzauen und Rotbuchenwälder sowie vereinzelt Fischotter anzutreffen.